# Відкрита канапка
Відкрита канапка (англ. open sandwich) — вид холодної закуски. Складається з однієї скибочки хліба та з одного або більше харчових елементів на верхній частині.
Інградієнтами відкритих канапок можуть бути: різні спреди, масло, паштети, сири, ковбасні вироби, такі як смажена яловичина, індичка, шинка, бекон, салямі, овочі, такі як солодкий перець, томати, редис, цибуля шалот і огірки тощо.
Відкриті канапки поширені у Франції, Данії, Норвегії, Швеції, Фінляндії, Австрії і Німеччині, Чехії, Угорщині, Нідерландах, Польщі, Україні та також в інших частинах Європи й Північної Америки, як звичайний сніданок чи вечеря.

## Історія

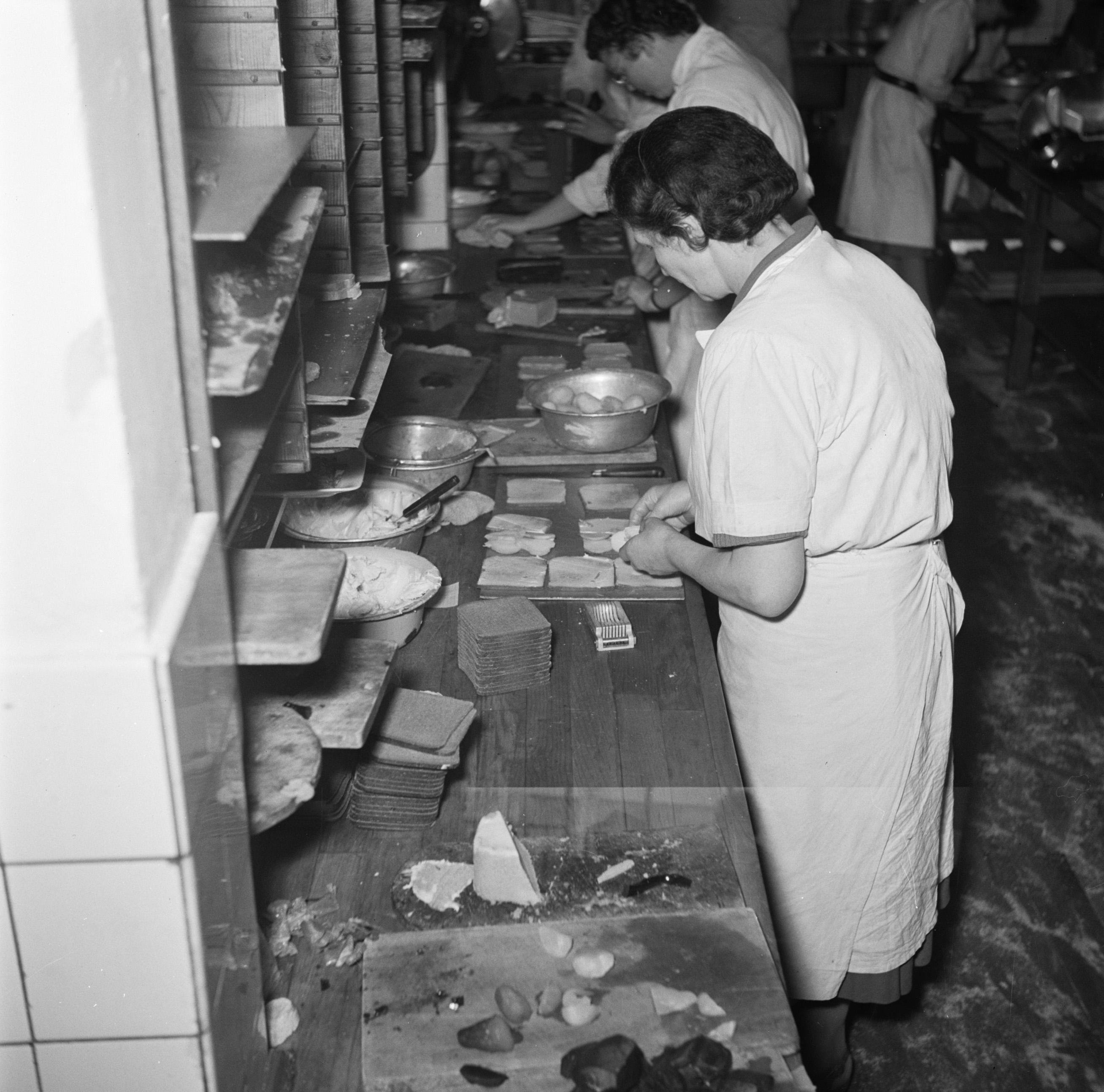
Кухарі на виробничій кухні готують велику кількість відкритих канапок.
1954 р., Данія, Копенгаген

У Середньовіччs як столовий посуд — тарілки — використовували тонкі плитки черствого хліба, звані «траншеями» (trenches) або «тренчерами» (tranchier). Традиційно, тренчер — це шматок черствого хліба, нарізаного квадратної форми, який використовували як тарілку, на яку клали страву перед тим, як її з'їсти. У кінці трапези, тренчер можна було з'їсти з соусом, але частіше його віддавали як милостиню бідним. Згодом тренчер перетворився на маленьку тарілку з металу або дерева.

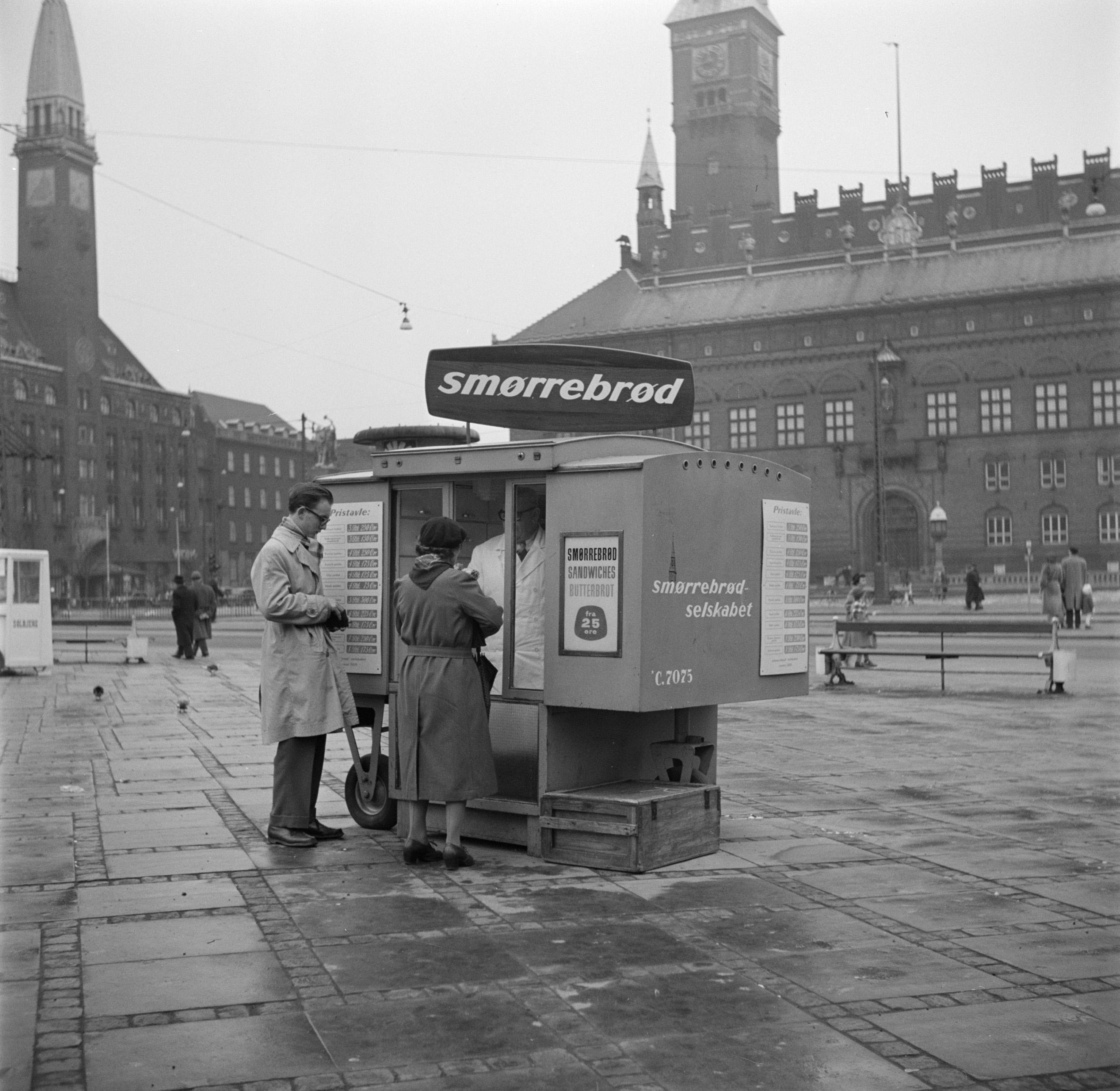
Кіоск, де продаються відкриті канапки 1954 р., Данія, Копенгаген

Тренчери були такими ж провісниками відкритих канапок як і одноразовий посуд.
Прямий попередник англійського сандвіча можна знайти в Нідерландах XVII століття, де натураліст Джон Рей зауважив, що в тавернах яловичину нарізають на тонкі скибочки і їдять з хлібом і маслом, накладаючи шматочки на масло. Ці факти показують, що голландський «belegd broodje» — відкрита канапка — ще не був знайомий в Англії.

## Особливості
Бутерброди поділяються на основні групи: відкриті — канапки (прості та асорті), закриті (сандвічі), закусочні (канапе) та гарячі (бутерброд із розплавленим твердим сиром, гавайський тост, італійська кароца.).

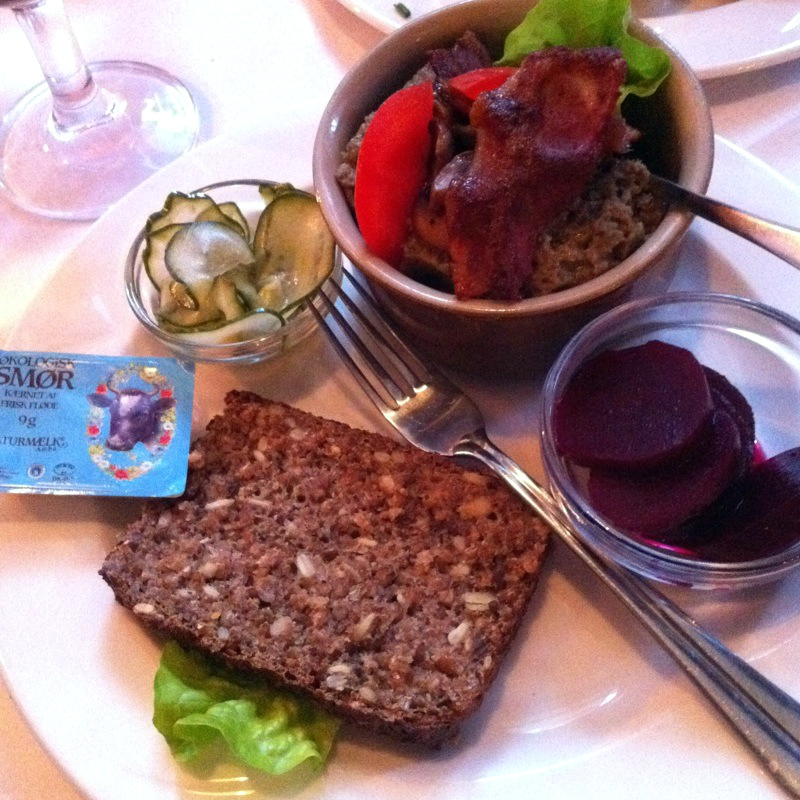
Відкрита канапка для самостійного готування: цільнозерновий хліб, вершкове масло, печінковий паштет, огірок та буряк.

Для приготування відкритих канапок використовують житній хліб — для бутербродів з жирними продуктами (шинкою, шпиком, салом), продуктами, що мають гострий смак (оселедцем, шпротами та ін.), і пшеничний хліб.
Для відкритих канапок пшеничний батон нарізають скибочками, трохи навскіс, 1–1,5 см завтовшки і масою 30–40 г. Вершкове масло для канапок зачищають, тверде — розм'якшують і розтирають. У масло додають зелень петрушки, сік лимона, гірчицю, майонез, тертий хрін, сир.
Прості відкриті канапки готують з одного виду продуктів, наприклад бутерброд із маслом, із ковбасою, із сиром і т. ін.
Складні канапки готують з набору декількох продуктів, які добре поєднуються за кольором та смаком. Продукти укладають так, щоб вони повністю покривали хліб. Для відкритих канапок продукти слід розміщувати так, щоб канапку було зручно їсти, основний продукт у поєднанні з супутнім повинен добре виділятися.

## В інших країнах

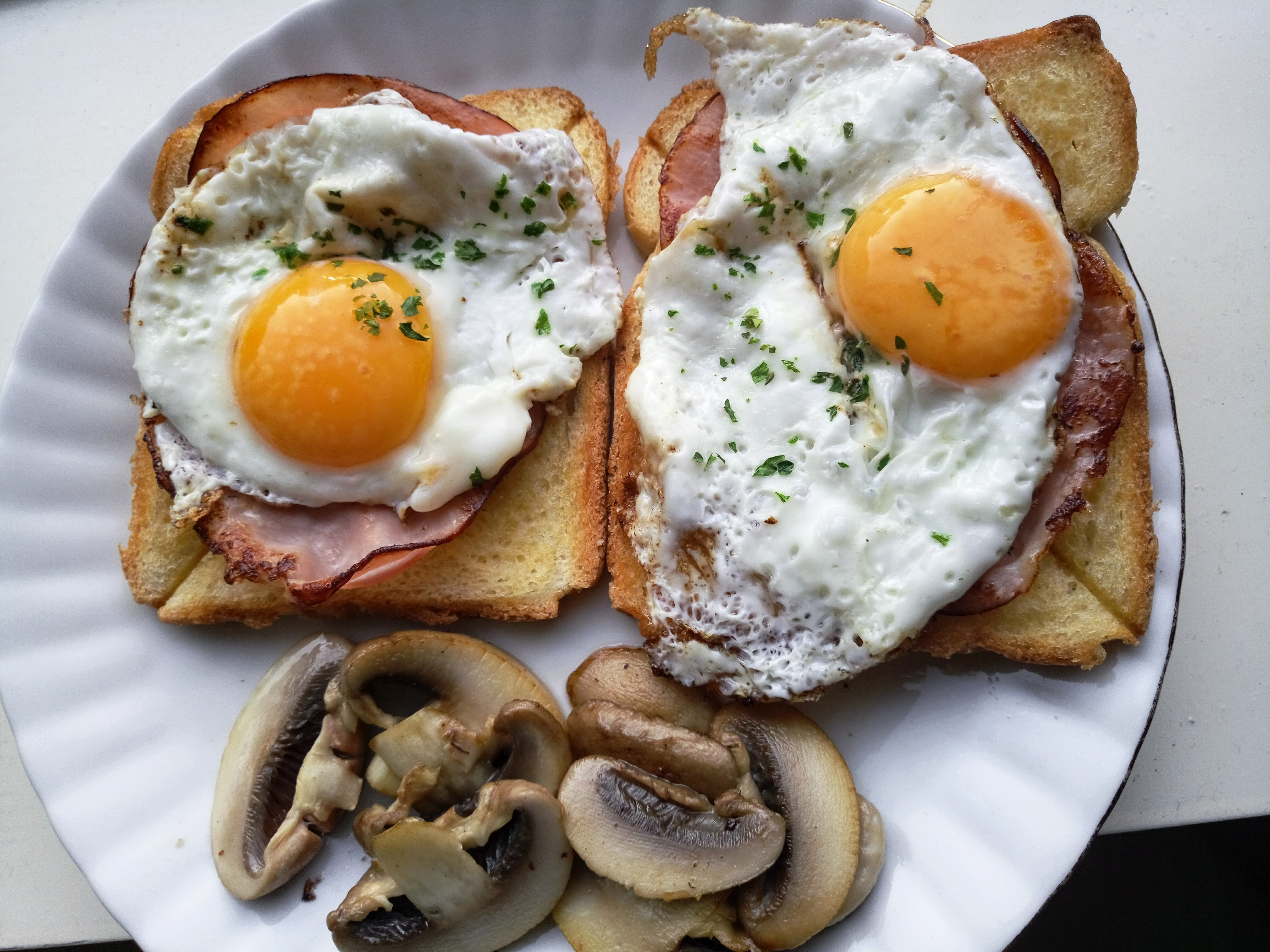
Відкриті канапкі з шинкою та смаженим яйцем

Відкриті канапки особливо поширені в скандинавських країнах, в Нідерландах, Латвії, Литві та Естонії, де їх часто їдять на обід, як сніданок або разом з іншими стравами.
Скандинавський відкритий сендвіч (данський: smørrebrød, норвезький: smørbrød, шведський: smörgås або macka) складається з одного шматка хліба, часто цілозернового житнього хліба (данська: rugbrød, шведський: rågbröd, фінський: ruisleipä), на який покладено, наприклад, сир, шинка, індичка, креветки, копчений лосось, ікра, яйця, бекон, оселедець, рибне філе, паштет з печінкою, маленькі фрикадельки, Також додають деякі трави й овочі, такі як петрушка, тонко нарізаний огірок, томати або маринований буряк тощо.

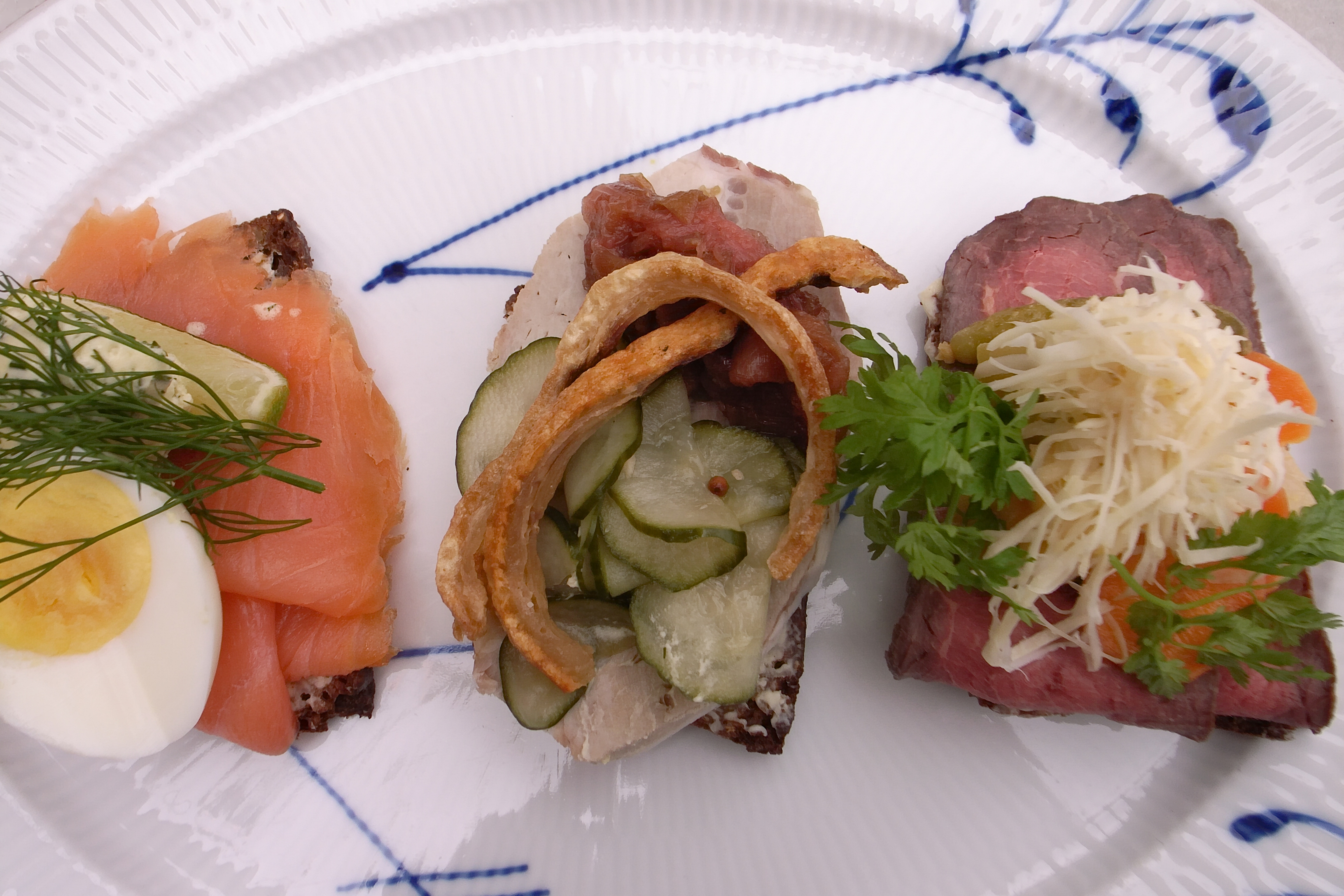
Три відкриті канапки з сьомгою, свининою та ростбіфом

Відкриті канапки є загальним, традиційним типом сендвіча в країнах Північної Європи, Естонії, Латвії, Литві, Нідерландах, Польщі, Україні, де, як правило, їдять на сніданок, обід, вечерю, або як закуску.
У Фінляндії сандвіч називається voileipä, а в Естонії аналогічним võileib, що також означає «хліб з маслом».
У Північній Америці поширені відкриті канапки зі шматочка хліба, увінчаного теплими скибочками смаженого м'яса і соусу.

## Галерея

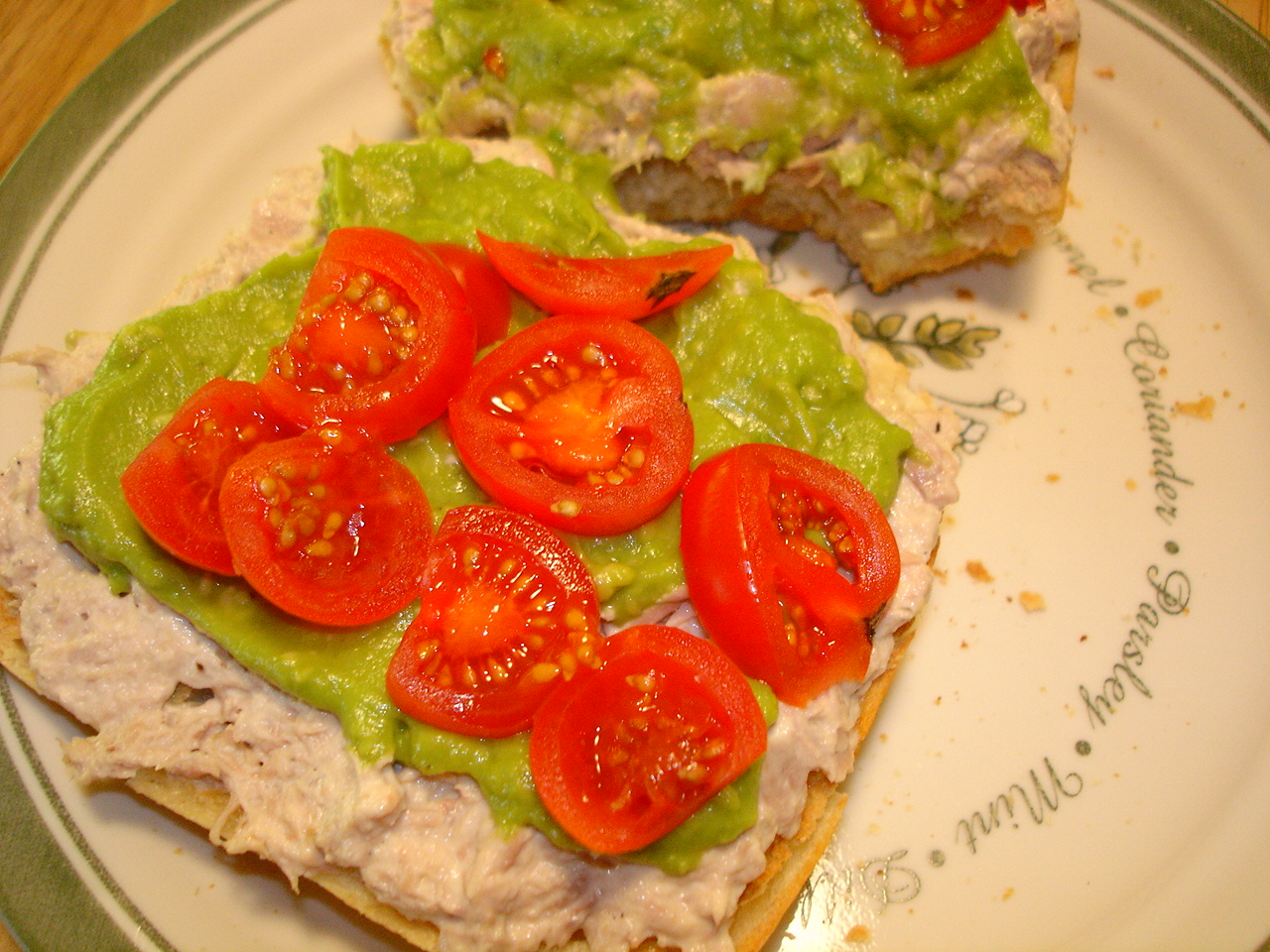
Відкритий бутерброд з тунцем, гуакамоле та помідорами чері
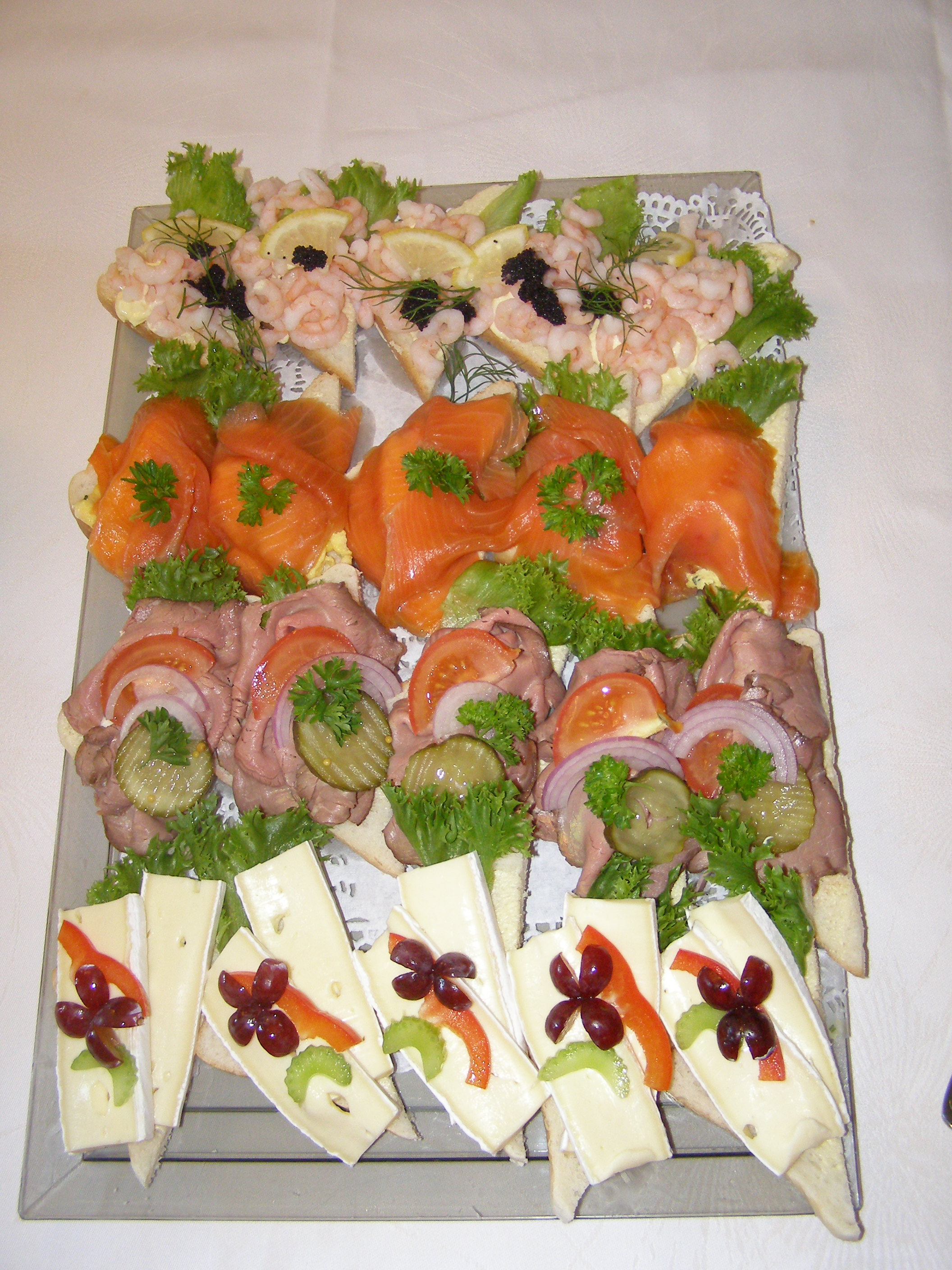
Норвезькі відкриті канапки
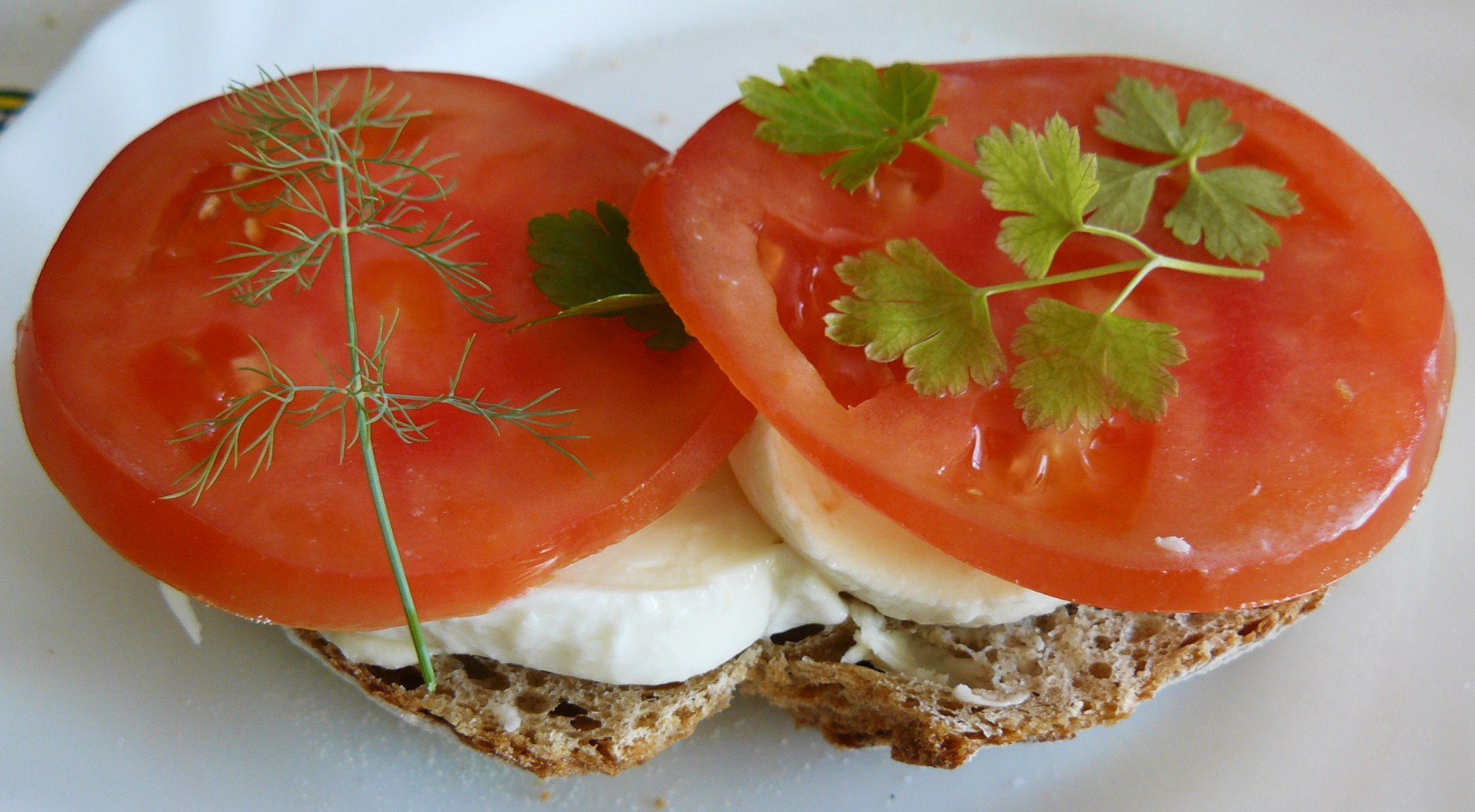
Відкрита канапка з помідорами та моцареллою
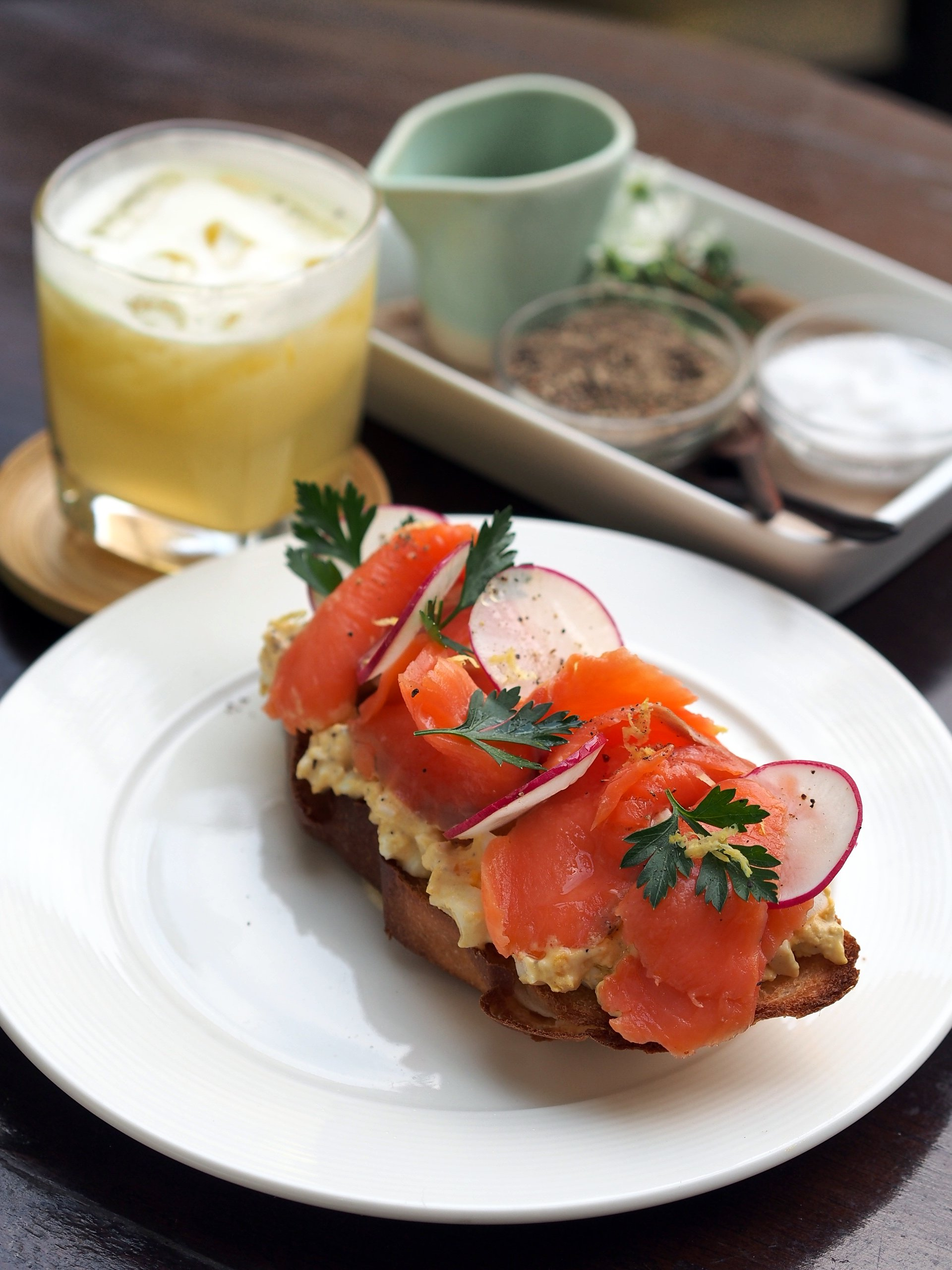
Яєчний салат і копчений лосось на шматочку підсмаженого багета
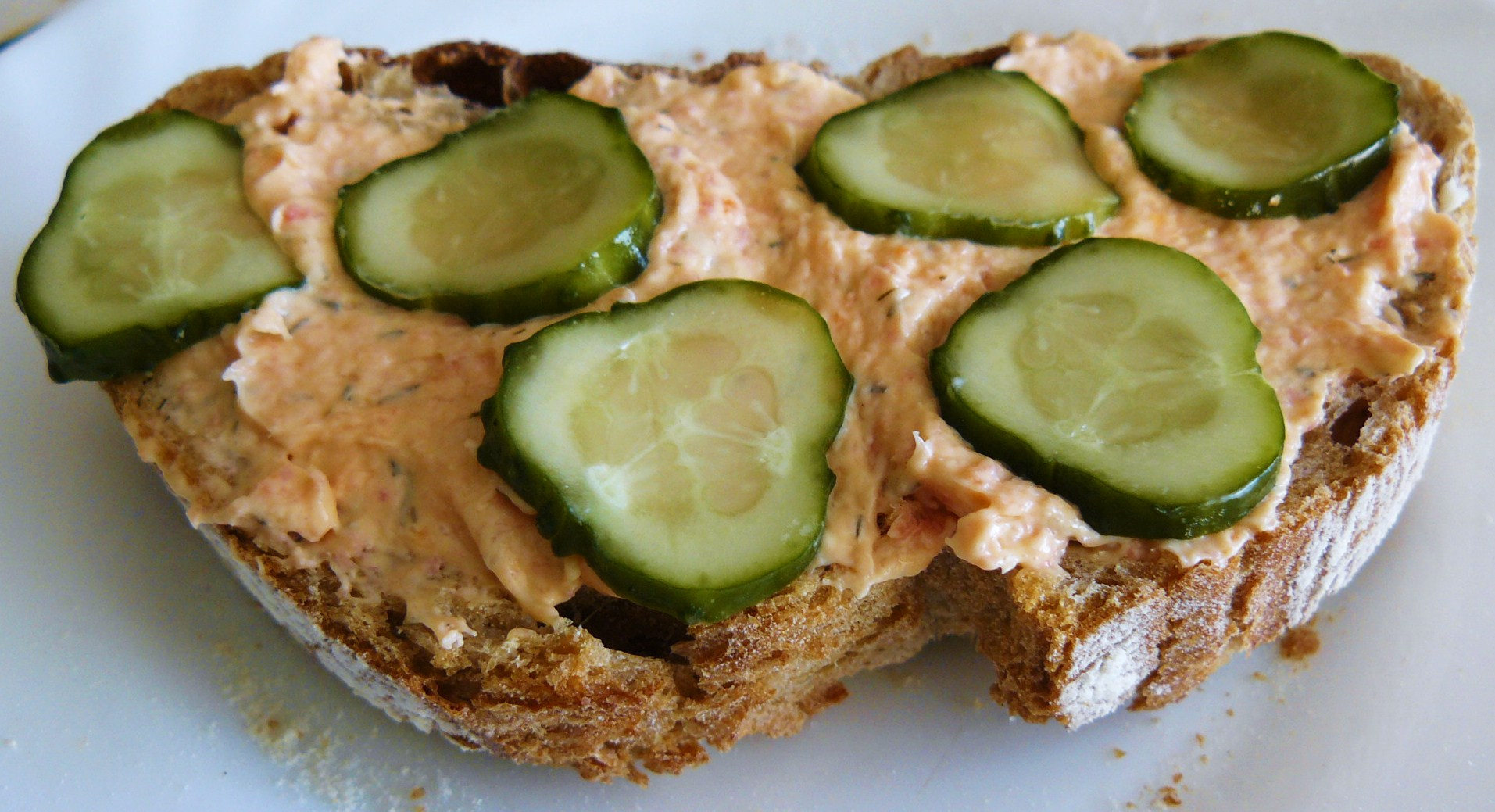
Відкрита канапка з пастеллою та огірками
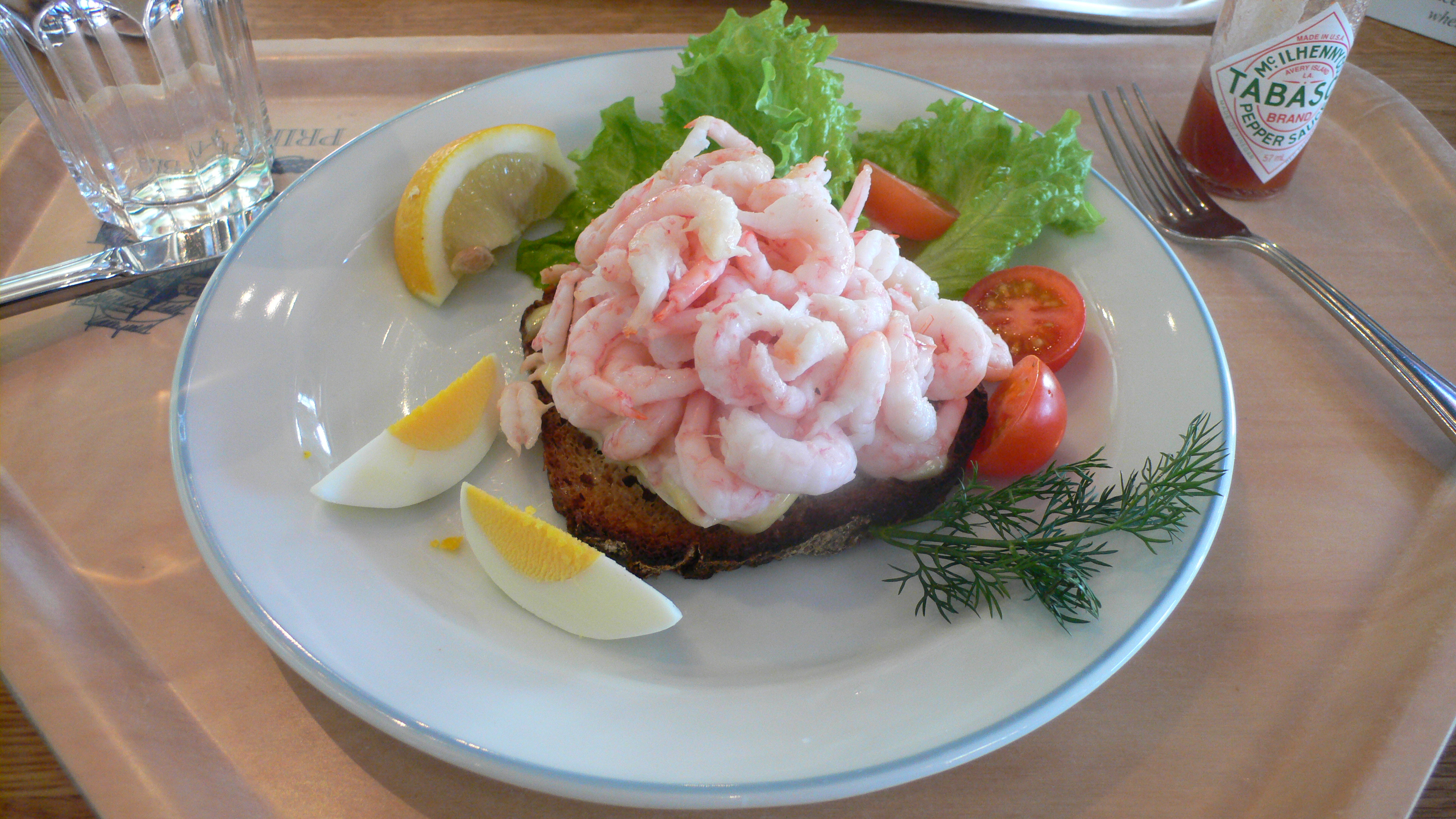
Відкрита канапка з креветками
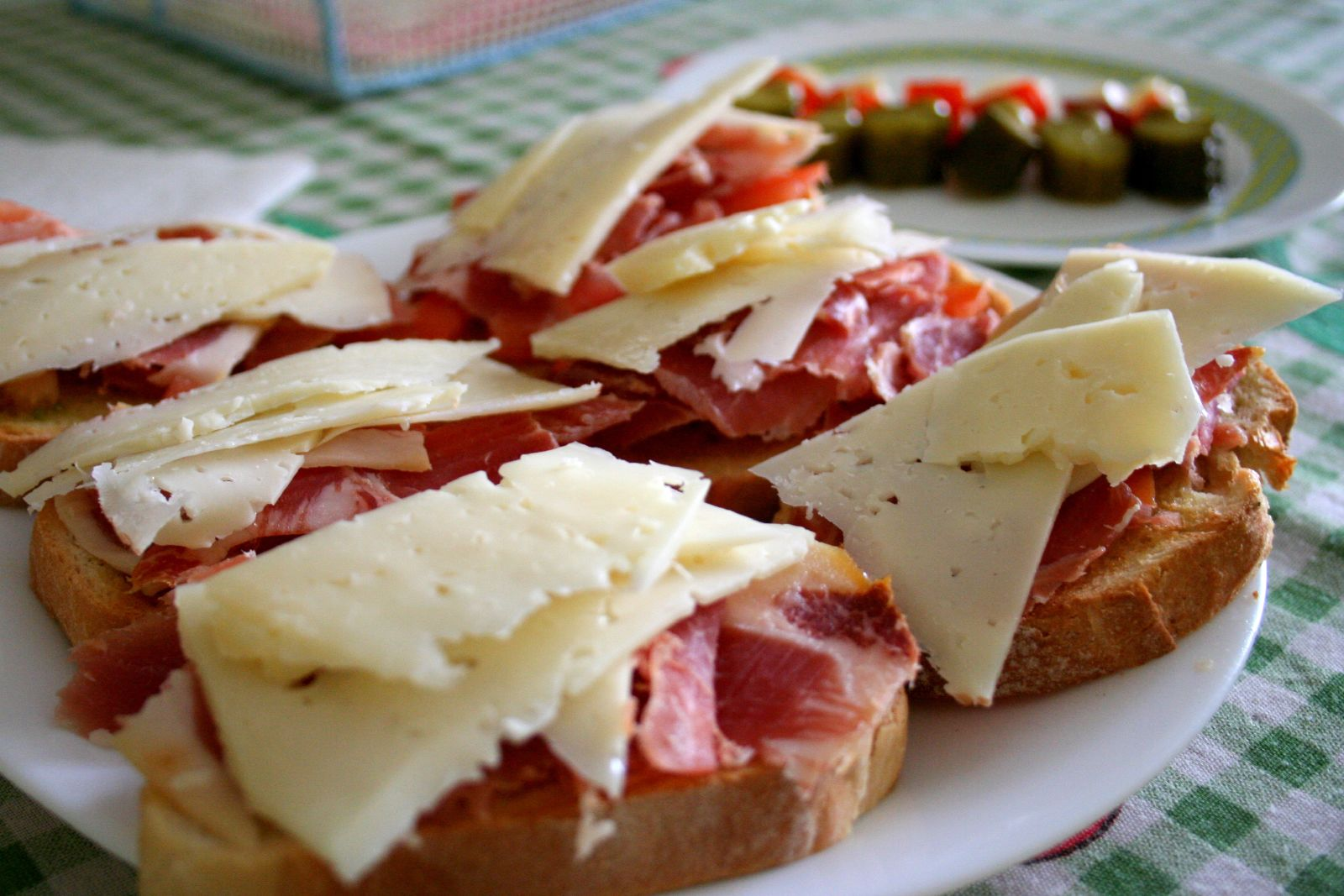
Канапка з шинкою та сиром
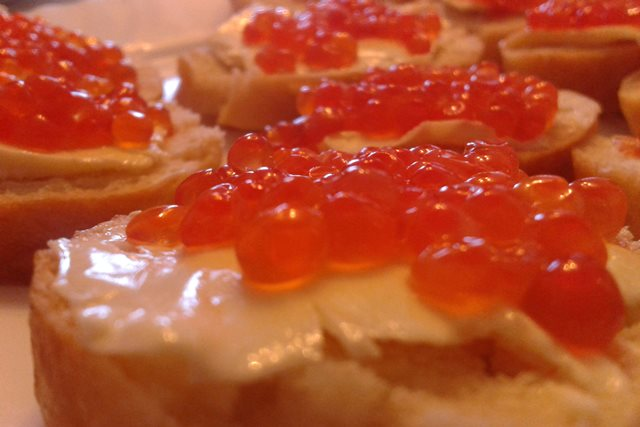
Канапка з червоною ікрою
Скандинавський відкритий бутерброд
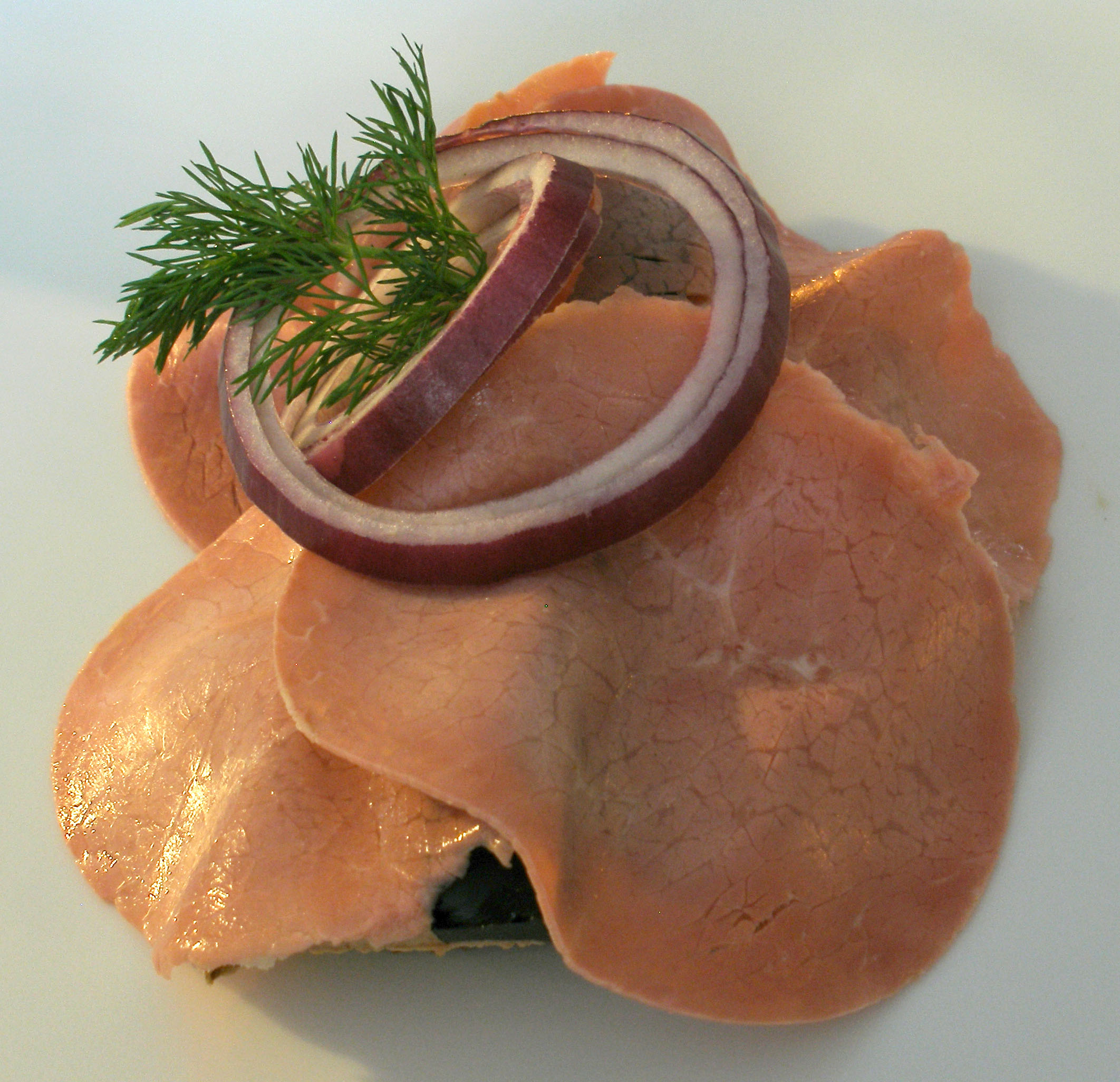
Данський відкритий бутерброд
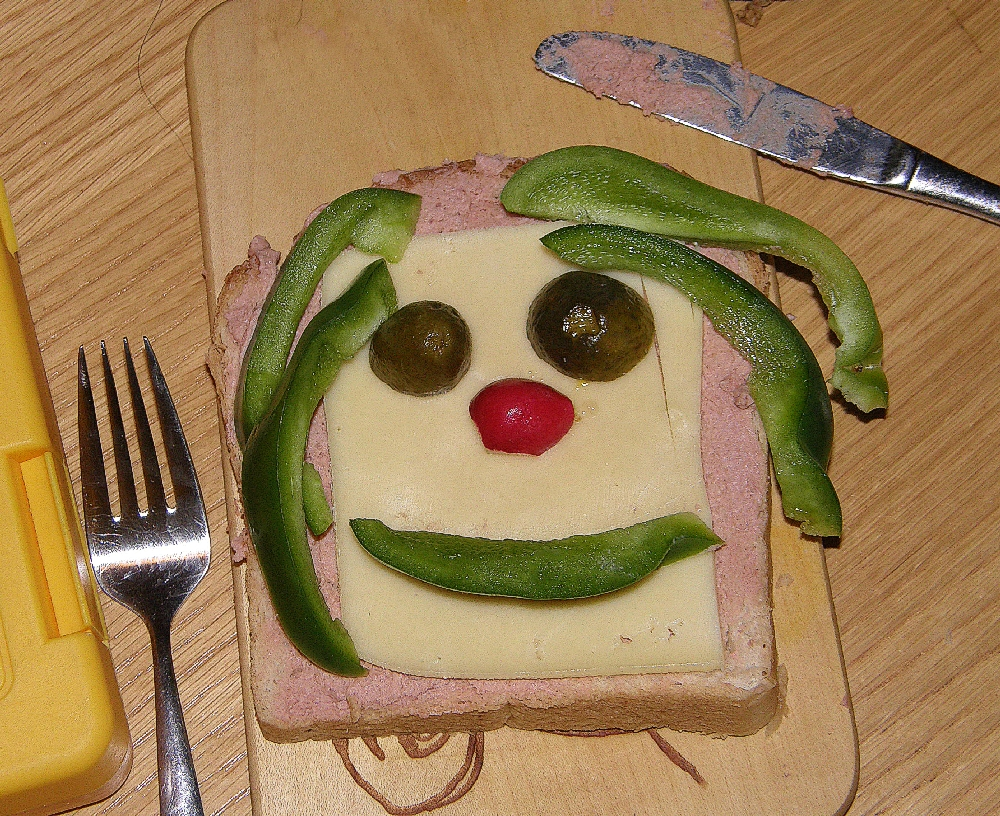
Німецький відкритий бутерброд для дітей
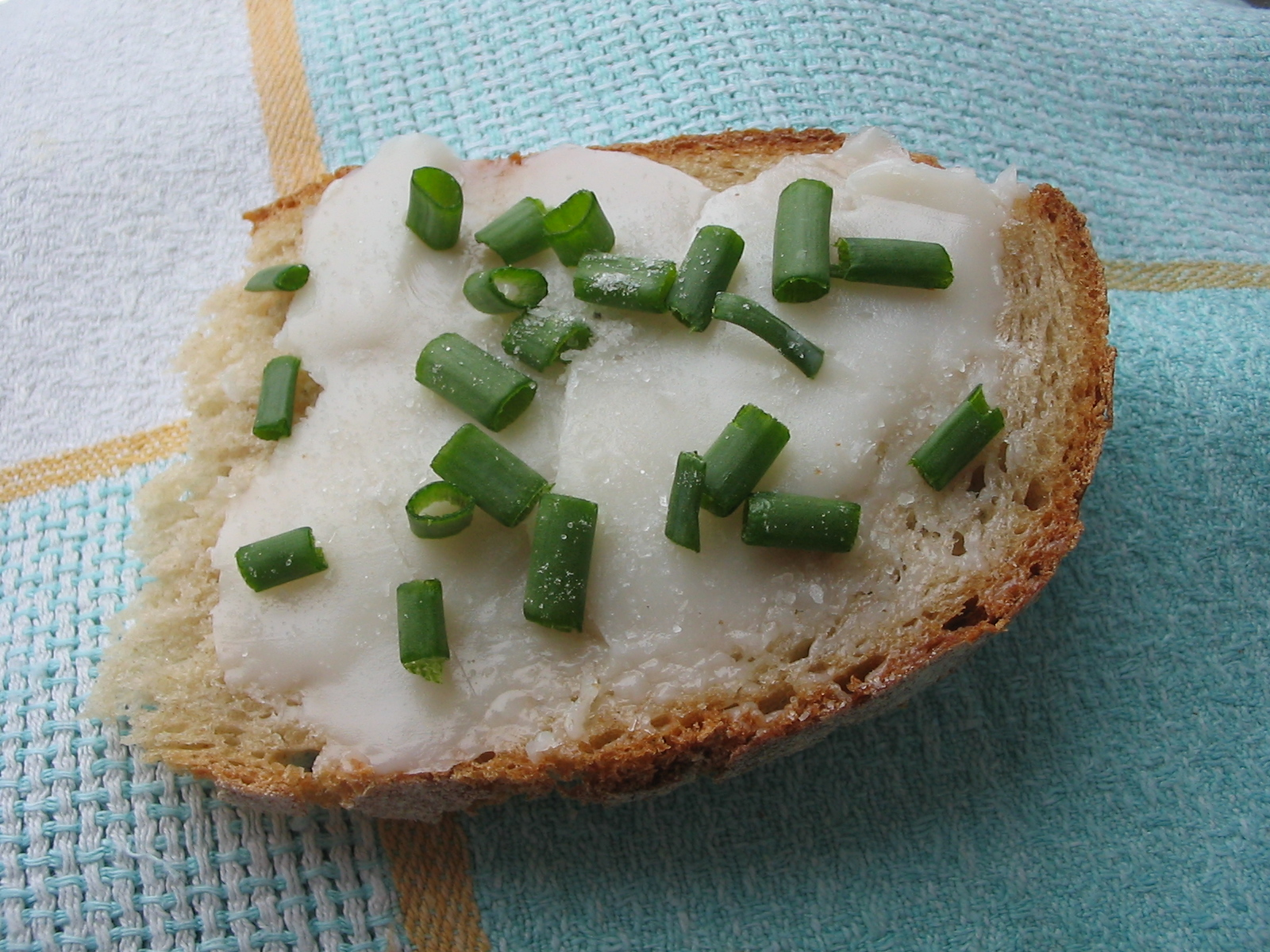
Канапка зі смальцем та зеленою цибулею
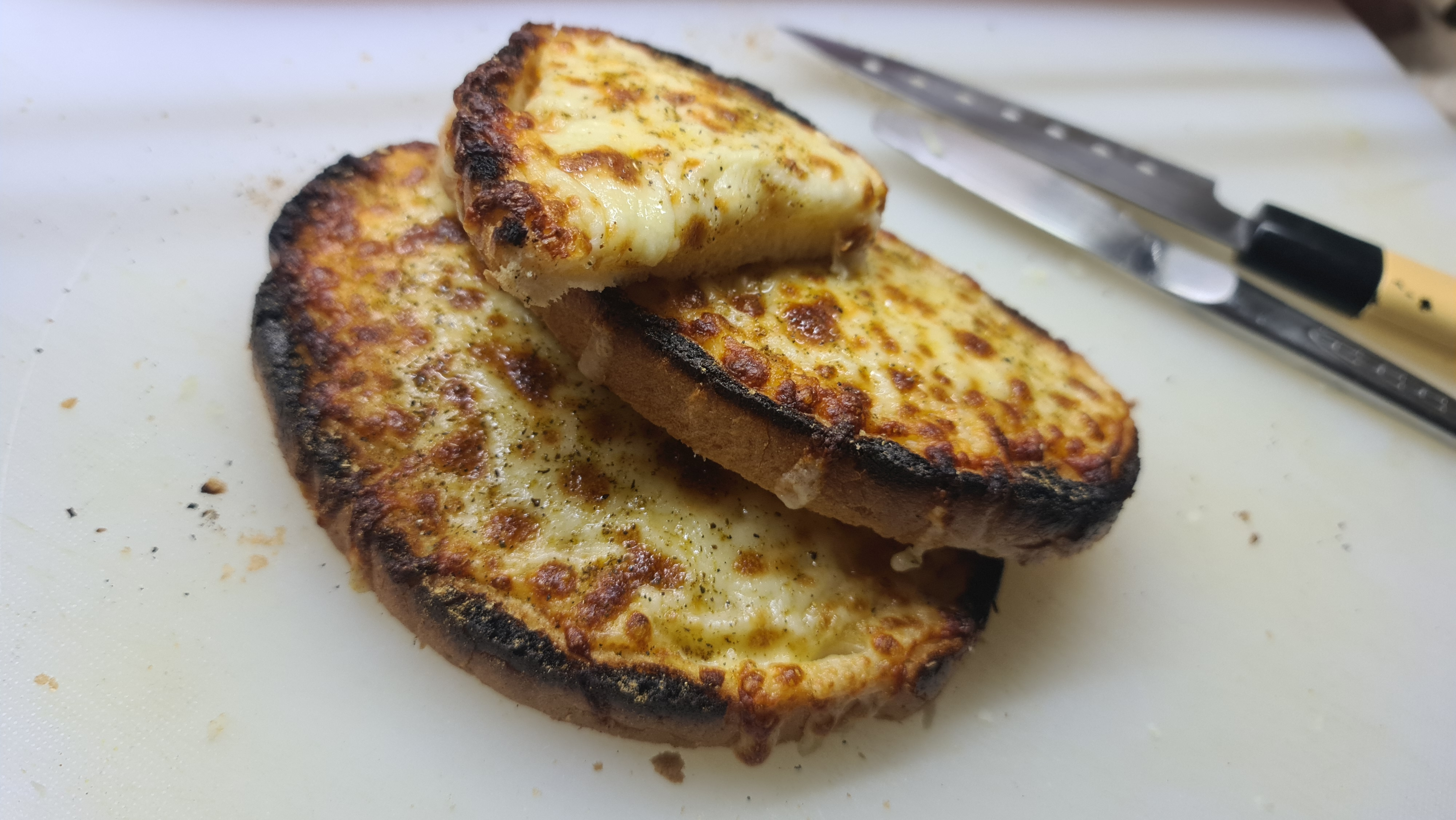
Болгарська принцеса